# Raseborgsån

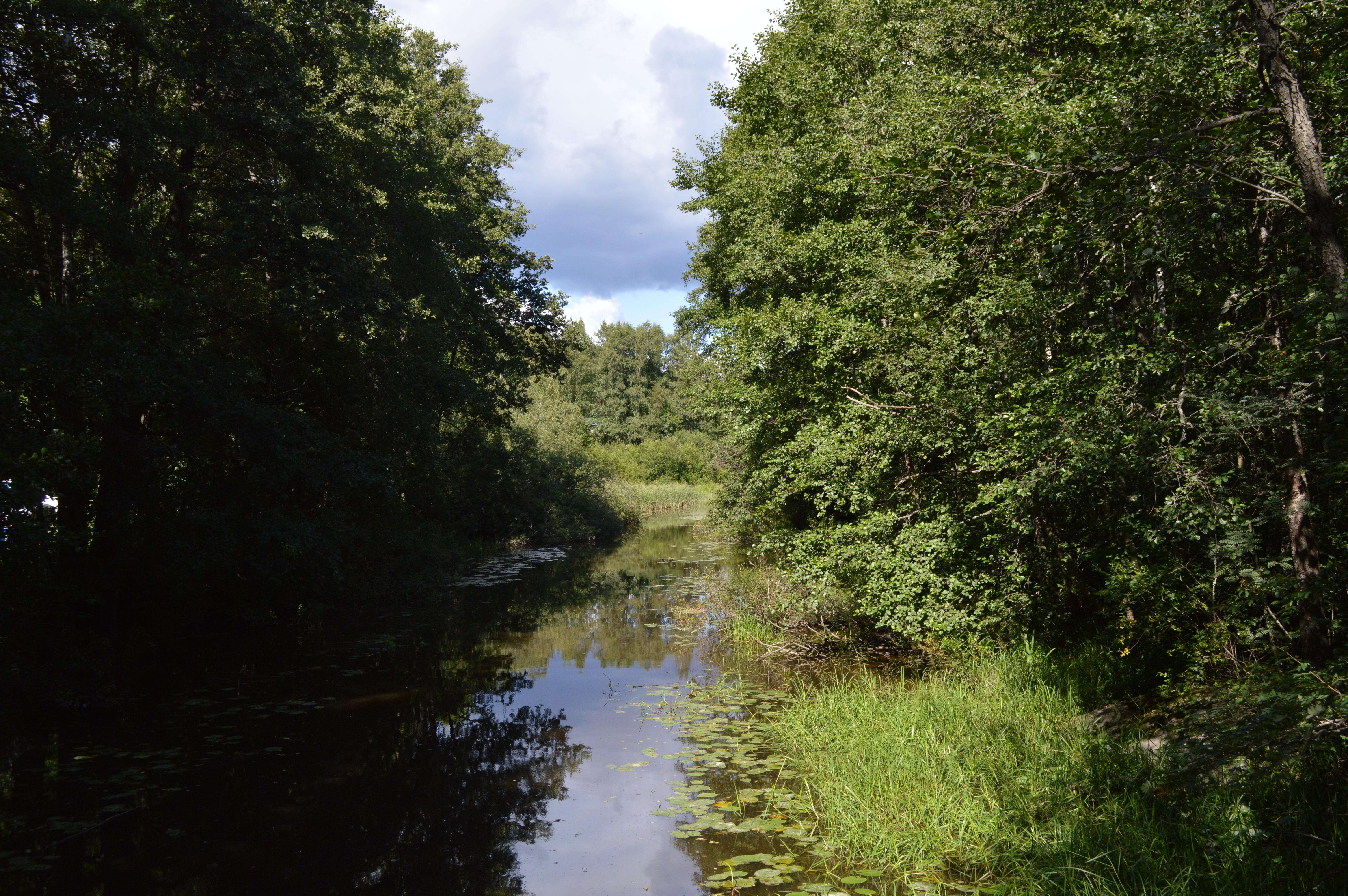
Raseborgsån

Raseborgsån är en vattendrag som flyter genom Snappertuna i Raseborgs kommun i Nyland. Raseborgsån strömmer från Läppträsket i Karis till Finska viken. Raseborgsån är också känd som Snappertunaån.
Forngårdens museum i Snappertuna ligger nära ån.